# ویلیام یوداک
ویلیام یوداک (انگلیسی: Viliam Judák؛ زادهٔ ۹ نوامبر ۱۹۵۷) اسقف، آموزشگر، استاد دانشگاه و نویسنده اهل کشور اسلواکی است. او یک آکادمیک با تخصص در دوران باستان مسیحی و تاریخ کلیسای قرون وسطی اسلواکی است و نویسنده چندین تک نگاری در زمینه تاریخ کلیسا، و بسیاری از کتاب‌ها، مقالات و انتشارات است. او آلمانی و ایتالیایی صحبت می‌کند.